# Crimini invisibili
Crimini invisibili (The End of Violence) è un film del 1997 diretto da Wim Wenders.
È stato presentato in concorso al 50º Festival di Cannes.
Rispetto all'edizione presentata a Cannes 1997, l'edizione italiana risulta tagliata di quasi mezz'ora e rimontata dallo stesso regista.

## Riconoscimenti
- Deutscher Filmpreis 1998: miglior regia